# Norra och Södra fundamenten

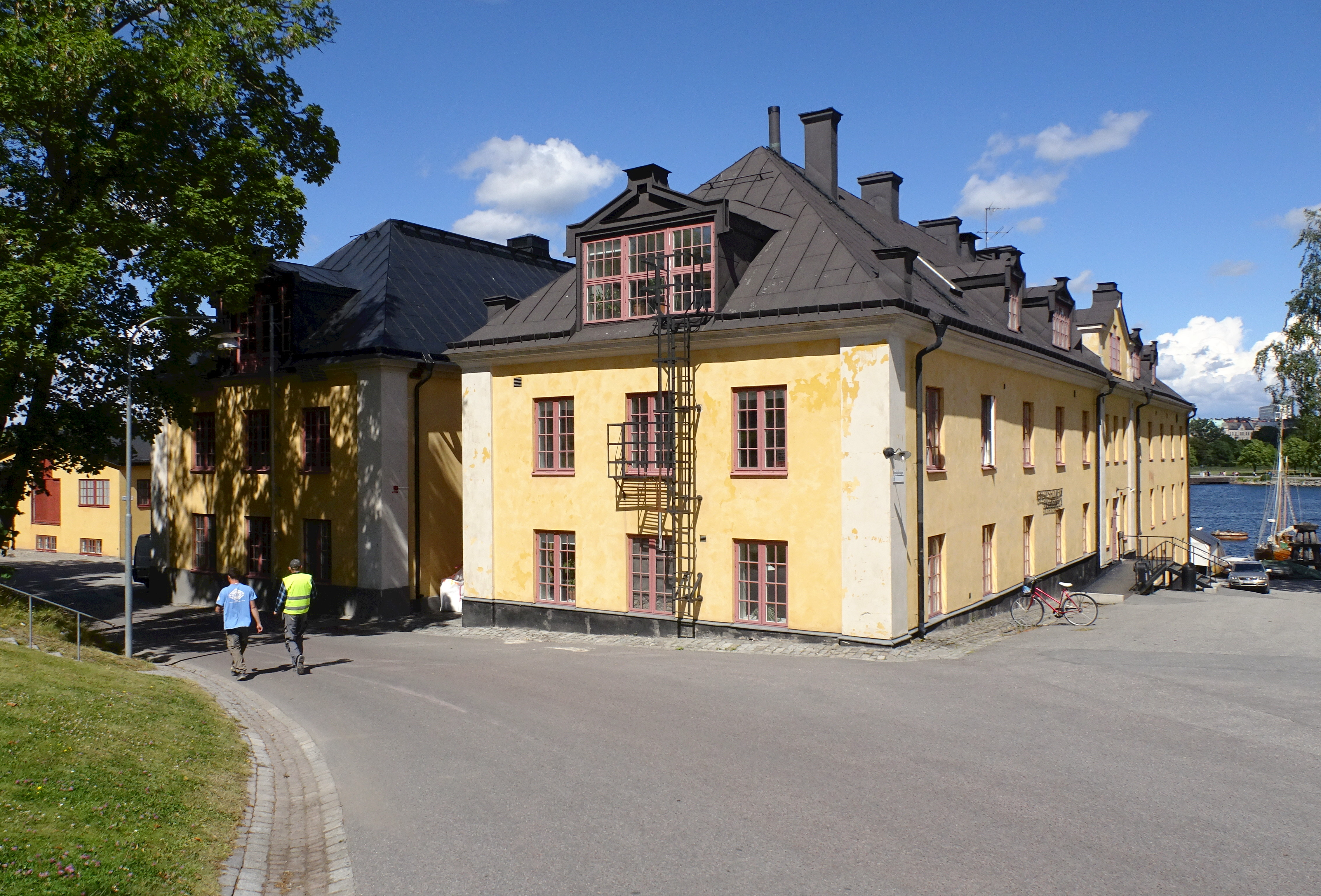
Södra och Norra fundamenten (Södra närmast i bild), 2017.

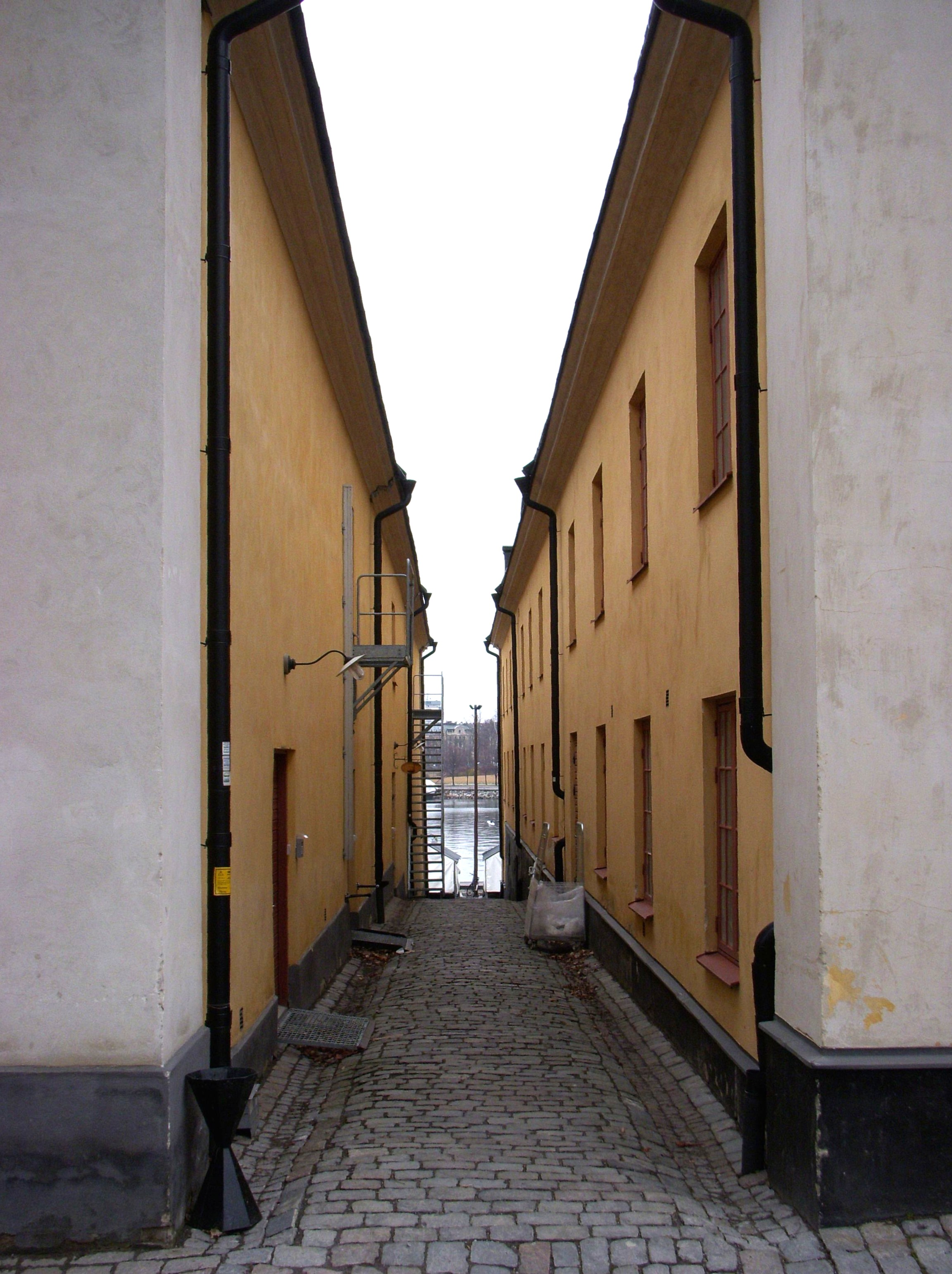
Norra och Södra fundamenten

Norra och Södra fundamenten är två byggnader på Skeppsholmen i Stockholm, belägna vid Slupskjulsvägen på öns östra sida. 
Dessa båda långsträckta byggnader med gavelsidan mot sjön står med ett inbördes avstånd av enbart tre meter på samma fundament, därav namnet. När grunden anlades  1751 var det tänkt att det skulle bli en enda byggnad som skulle inrymma två galärer. Mitt under byggarbeten, när långväggarna redan var resta, ändrades planerna och man beslöt att istället uppföra två inventariekammare. Dessa var färdiga 1755 och inrymde då hela Galäreskaderns upptackling och klargöring.
Vid en ombyggnad 1786 tillkom de nuvarande valmade taken. Åren 1821 till 1822 byggdes Södra fundamentet om för att inrymma verkstäder. 1879 byggdes båda husen om en gång till efter ritningar av flottstationens byggmästare, Victor Ringheim.
Numera är Norra och Södra fundamenten uthyrda till privata företag och föreningar, här fanns 2009 Strömma Turism & Sjöfart och Stiftelsen Skeppsholmsgården. I den södra byggnaden ligger Skeppsholmens folkhögskola samt Föreningen folkmusikhuset med sin folkdans- och caféverksamhet "Skeppis". Byggnaderna är statliga byggnadsminnen och förvaltas av Statens Fastighetsverk.